# EFL Championship de 2019–20
A EFL Championship de 2019–20 (também referida como Sky Bet Championship por motivos de patrocínio) foi a 117º edição da segunda divisão do futebol Inglês, a 28º sob o formato atual.

## Efeitos da pandemia de COVID-19
A temporada começou a ser afetada pela Pandemia de COVID-19 em março. Em 13 de março, após uma reunião de emergência entre a Premier League, a The Football Association (FA), a English Football League (EFL) e a FA Women's Super League, foi decidido por unanimidade suspender o futebol profissional na Inglaterra até pelo menos 4 de abril de 2020. Em 19 de março, a suspensão foi estendida para pelo menos 30 de abril. Ao mesmo tempo, a FA concordou em estender a temporada indefinidamente, após a data final prevista para 1 de junho.

## Equipes

### Mudança de times
| Pos | Promovidos à Premier League |
| --- | --------------------------- |
| 1º  | Norwich City                |
| 2º  | Sheffield United            |
| 5°  | Aston Villa (play-offs)     |

| Pos | Rebaixados à EFL Championship |
| --- | ----------------------------- |
| 18º | Cardiff City                  |
| 19º | Fulham                        |
| 20º | Huddersfield Town             |

| Pos | Promovidos à EFL Championship |
| --- | ----------------------------- |
| 1º  | Luton Town                    |
| 2º  | Barnsley                      |
| 3º  | Charlton Athletic (Play-offs) |

| Pos | Rebaixados à League One |
| --- | ----------------------- |
| 22º | Rotherham United        |
| 23º | Bolton                  |
| 24º | Ipswich Town            |

### Clubes participantes
| Time                | Cidade             | Treinador                  | Capitão               | Estádio              | Capacidade |
| ------------------- | ------------------ | -------------------------- | --------------------- | -------------------- | ---------- |
| Barnsley            | Barnsley           | Gerhard Struber            | Mike-Steven Bähre     | Oakwell              | 23.287     |
| Birmingham City     | Birmingham         | Steve Spooner (interino)   | Harlee Dean           | St Andrew's          | 30.015     |
| Blackburn           | Blackburn          | Tony Mowbray               | Elliott Bennett       | Ewood Park           | 31.367     |
| Brentford           | Brentford          | Thomas Frank               | Pontus Jansson        | Griffin Park         | 12.300     |
| Bristol City        | Bristol            | Dean Holden (interino)     | Nenhum[a]             | Ashton Gate          | 27.000     |
| Cardiff City        | Cardiff            | Neil Harris                | Sean Morrison         | Cardiff City Stadium | 33.316     |
| Charlton Athletic   | Londres            | Lee Bowyer                 | Chris Solly           | The Valley           | 27.111     |
| Derby County        | Derby              | Phillip Cocu               | Wayne Rooney[b]       | Pride Park Stadium   | 33.600     |
| Fulham              | Londres            | Scott Parker               | Tom Cairney           | Craven Cottage       | 19.000     |
| Huddersfield Town   | Huddersfield       | Danny Schofield (interino) | Christopher Schindler | Kirkless Stadium     | 24.500     |
| Hull City           | Kingston upon Hull | Grant McCann               | Nenhum                | KCOM Stadium         | 25.400     |
| Leeds United        | Leeds              | Marcelo Bielsa             | Liam Cooper           | Elland Road          | 37.890     |
| Luton Town          | Luton              | Nathan Jones               | Sonny Bradley         | Kenilworth Road      | 10.336     |
| Middlesbrough       | Middlesbrough      | Neil Warnock               | George Friend         | Riverside Stadium    | 34.000     |
| Millwall            | Londres            | Gary Rowett                | Alex Pearce           | The Den              | 20.146     |
| Nottingham Forest   | West Bridgford     | Sabri Lamouchi             | Michael Dawson        | City Ground          | 30.445     |
| Preston North End   | Preston            | Alex Neil                  | Tom Clarke            | Deepdale             | 23.408     |
| Queens Park Rangers | Londres            | Mark Warburton             | Grant Hall            | Loftus Road          | 18.439     |
| Reading             | Reading            | Mark Bowen                 | Liam Moore            | Madejski Stadium     | 24.161     |
| Sheffield Wednesday | Sheffield          | Garry Monk                 | Tom Lees              | Hillsborough Stadium | 39.752     |
| Stoke City          | Stoke-on-Trent     | Michael O'Neill            | Ryan Shawcross        | Bet365 Stadium       | 30.089     |
| Swansea City        | Swansea            | Steve Cooper               | Matt Grimes           | Liberty Stadium      | 21.088     |
| West Bromwich       | West Bromwich      | Slaven Bilić               | Chris Brunt           | The Hawthorns        | 26.050     |
| Wigan               | Wigan              | Paul Cook                  | Sam Morsy             | DW Stadium           | 25.133     |

- a ^  O capitão do Bristol City foi Bailey Wright na primeira metade da temporada, mas ele saiu em 21 de janeiro de 2020 ao ser emprestado para o Sunderland.[8] O então vice-capitão Josh Brownhill ficou nesta posição entre 21 e 30 de janeiro, quando foi transferido para o Burnley. A partir daí, nenhum substituto foi nomeado.
- b ^  O capitão do Derby County era Richard Keogh até seu contrato ser rescindido em 30 de outubro de 2019.[9][10] Curtis Davies atuou nessa posição de 30 de outubro de 2019 a 1 de janeiro de 2020.

### Mudança de treinadores
| Clube               | Antecessor            | Motivo                                 | Data da vaga           | Pos           | Sucessor                   | Data da nomeação       |
| ------------------- | --------------------- | -------------------------------------- | ---------------------- | ------------- | -------------------------- | ---------------------- |
| Luton Town          | Mick Harford          | Fim do período como interino           | 4 de maio de 2019      | Pré-temporada | Graeme Jones               | 7 de maio de 2019      |
| Queens Park Rangers | Steve McClaren        | Demitido                               | 1 de abril de 2019     | Pré-temporada | Mark Warburton             | 8 de maio de 2019      |
| West Bromwich       | James Shan (interino) | Fim do período como interino           | 14 de maio de 2019     | Pré-temporada | Slaven Bilić               | 13 de junho de 2019    |
| Middlesbrough       | Tony Pulis            | Fim de contrato                        | 17 de maio de 2019     | Pré-temporada | Jonathan Woodgate          | 14 de junho de 2019    |
| Swansea City        | Graham Potter         | Contratado pelo Brighton & Hove Albion | 20 de maio de 2019     | Pré-temporada | Steve Cooper               | 13 de junho de 2019    |
| Hull City           | Nigel Adkins          | Fim de contrato                        | 8 de junho de 2019     | Pré-temporada | Grant McCann               | 21 de junho de 2019    |
| Birmingham City     | Garry Monk            | Demitido                               | 18 de junho de 2019    | Pré-temporada | Pep Clotet                 | 20 de junho de 2019    |
| Nottingham Forest   | Martin O'Neill        | Demitido                               | 28 de junho de 2019    | Pré-temporada | Sabri Lamouchi             | 28 de junho de 2019    |
| Derby County        | Frank Lampard         | Contratado pelo Chelsea                | 4 de julho de 2019     | Pré-temporada | Phillip Cocu               | 5 de julho de 2019     |
| Sheffield Wednesday | Steve Bruce           | Resignado                              | 15 de julho de 2019    | Pré-temporada | Garry Monk                 | 6 de setembro de 2019  |
| Huddersfield Town   | Jan Siewert           | Demitido                               | 16 de agosto de 2019   | 20º           | Danny Cowley               | 9 de setembro de 2019  |
| Millwall            | Neil Harris           | Resignado                              | 3 de outubro de 2019   | 18º           | Gary Rowett                | 21 de outubro de 2019  |
| Barnsley            | Daniel Stendel        | Demitido                               | 8 de outubro de 2019   | 23º           | Gerhard Struber            | 20 de novembro de 2019 |
| Reading             | José Gomes            | Demitido                               | 9 de outubro de 2019   | 22º           | Mark Bowen                 | 14 de outubro de 2019  |
| Stoke City          | Nathan Jones          | Demitido                               | 1 de novembro de 2019  | 24º           | Michael O'Neill            | 8 de novembro de 2019  |
| Cardiff City        | Neil Warnock          | Consenso mútuo                         | 11 de novembro de 2019 | 14º           | Neil Harris                | 16 de novembro de 2019 |
| Luton Town          | Graeme Jones          | Consenso mútuo                         | 24 de abril de 2020    | 23º           | Nathan Jones               | 28 de maio de 2020     |
| Middlesbrough       | Jonathan Woodgate     | Demitido                               | 23 de junho de 2020    | 21º           | Neil Warnock               | 23 de junho de 2020    |
| Bristol City        | Lee Johnson           | Demitido                               | 4 de julho de 2020     | 12º           | Dean Holden (interino)     | 6 de julho de 2020     |
| Birmingham City     | Pep Clotet            | Consenso mútuo                         | 8 de julho de 2020     | 17º           | Steve Spooner (interino)   | 9 de julho de 2020     |
| Huddersfield Town   | Danny Cowley          | Demitido                               | 19 de julho de 2020    | 18º           | Danny Schofield (interino) | 20 de julho de 2020    |

## Classificação
Atualizado em 22 de julho de 2020.
| Pos | Equipes             | Pts   | J  | V  | E  | D  | GM | GS | SG  | Classificação ou rebaixamento                |
| --- | ------------------- | ----- | -- | -- | -- | -- | -- | -- | --- | -------------------------------------------- |
| 1   | Leeds United        | 93    | 46 | 28 | 9  | 9  | 77 | 35 | +42 | Promoção à Premier League de 2020–21         |
| 2   | West Bromwich       | 83    | 46 | 22 | 17 | 7  | 77 | 45 | +32 | Promoção à Premier League de 2020–21         |
| 3   | Brentford           | 81    | 46 | 24 | 9  | 13 | 80 | 38 | +42 | Play-off da Promoção                         |
| 4   | Fulham              | 81    | 46 | 23 | 12 | 11 | 64 | 48 | +16 | Play-off da Promoção                         |
| 5   | Cardiff City        | 73    | 46 | 19 | 16 | 11 | 68 | 58 | +10 | Play-off da Promoção                         |
| 6   | Swansea City        | 70    | 46 | 18 | 16 | 12 | 62 | 53 | +9  | Play-off da Promoção                         |
| 7   | Nottingham Forest   | 70    | 46 | 18 | 16 | 12 | 58 | 50 | +8  |                                              |
| 8   | Millwall            | 68    | 46 | 17 | 17 | 12 | 57 | 51 | +6  |                                              |
| 9   | Preston North End   | 66    | 46 | 18 | 12 | 16 | 59 | 54 | +5  |                                              |
| 10  | Derby County        | 64    | 46 | 17 | 13 | 16 | 62 | 64 | –2  |                                              |
| 11  | Blackburn Rovers    | 63    | 46 | 17 | 12 | 17 | 66 | 63 | +3  |                                              |
| 12  | Bristol City        | 63    | 46 | 17 | 12 | 17 | 60 | 65 | –5  |                                              |
| 13  | Queens Park Rangers | 58    | 46 | 16 | 10 | 20 | 67 | 76 | –9  |                                              |
| 14  | Reading             | 56    | 46 | 15 | 11 | 20 | 59 | 58 | +1  |                                              |
| 15  | Stoke City          | 56    | 46 | 16 | 8  | 22 | 62 | 68 | –6  |                                              |
| 16  | Sheffield Wednesday | 56    | 46 | 15 | 11 | 20 | 58 | 66 | –8  |                                              |
| 17  | Middlesbrough       | 53    | 46 | 13 | 14 | 19 | 48 | 61 | –13 |                                              |
| 18  | Huddersfield Town   | 51    | 46 | 13 | 12 | 21 | 52 | 70 | –18 |                                              |
| 19  | Luton Town          | 51    | 46 | 14 | 9  | 23 | 54 | 82 | –28 |                                              |
| 20  | Birmingham City     | 50    | 46 | 12 | 14 | 20 | 54 | 75 | –21 |                                              |
| 21  | Barnsley            | 49    | 46 | 12 | 13 | 21 | 49 | 69 | –20 |                                              |
| 22  | Charlton Athletic   | 48    | 46 | 12 | 12 | 22 | 50 | 65 | –15 | Zona de rebaixamento à League One de 2020–21 |
| 23  | Wigan               | 47[a] | 46 | 15 | 14 | 17 | 57 | 56 | +1  | Zona de rebaixamento à League One de 2020–21 |
| 24  | Hull City           | 45    | 46 | 12 | 9  | 25 | 57 | 87 | –30 | Zona de rebaixamento à League One de 2020–21 |

- a ^  Como resultado da administração judicial do Wigan, o clube foi penalizado com a perda de 12 pontos na tabela.[47]

### Confrontos
|                     | BAR | BIR | BLA | BRE | BRI | CAR | CHA | DER | FUL | HUD | HUL | LEE | LUT | MID | MIL | NOT | PRE | QPR | REA | SHW | STK | SWA | WBA | WIG |
| ------------------- | --- | --- | --- | --- | --- | --- | --- | --- | --- | --- | --- | --- | --- | --- | --- | --- | --- | --- | --- | --- | --- | --- | --- | --- |
| Barnsley            | —   | 0–1 | 2–0 | 1–3 | 2–2 | 0–2 | 2–2 | 2–2 | 1–0 | 2–1 | 3–1 | 0–2 | 1–3 | 1–0 | 0–0 | 1–0 | 0–3 | 5–3 | 1–1 | 1–1 | 2–4 | 1–1 | 1–1 | 0–0 |
| Birmingham City     | 2–0 | —   | 1–0 | 1–1 | 1–1 | 1–1 | 1–1 | 1–3 | 0–1 | 0–3 | 3–3 | 4–5 | 2–1 | 2–1 | 1–1 | 2–1 | 0–1 | 0–2 | 1–3 | 3–3 | 2–1 | 1–3 | 2–3 | 2–3 |
| Blackburn           | 3–2 | 1–1 | —   | 1–0 | 3–1 | 0–0 | 1–2 | 1–0 | 0–1 | 2–2 | 3–0 | 1–3 | 1–2 | 1–0 | 2–0 | 1–1 | 1–1 | 2–1 | 4–3 | 2–1 | 0–0 | 2–2 | 1–1 | 0–0 |
| Brentford           | 1–2 | 0–1 | 2–2 | —   | 1–1 | 2–1 | 2–1 | 3–0 | 1–0 | 0–1 | 1–1 | 1–1 | 7–0 | 3–2 | 3–2 | 0–1 | 1–0 | 3–1 | 1–0 | 5–0 | 0–0 | 3–1 | 1–0 | 3–0 |
| Bristol City        | 1–0 | 1–3 | 0–2 | 0–4 | —   | 0–1 | 2–1 | 3–2 | 1–1 | 5–2 | 2–1 | 1–3 | 3–0 | 2–2 | 1–2 | 0–0 | 1–1 | 2–0 | 1–0 | 1–2 | 1–1 | 0–0 | 0–3 | 2–2 |
| Cardiff City        | 3–2 | 4–2 | 2–3 | 2–2 | 0–1 | —   | 0–0 | 2–1 | 1–1 | 2–1 | 3–0 | 2–0 | 2–1 | 1–0 | 1–1 | 0–1 | 0–0 | 3–0 | 1–1 | 1–1 | 1–0 | 0–0 | 2–1 | 2–2 |
| Charlton Athletic   | 2–1 | 0–1 | 0–2 | 1–0 | 3–2 | 2–2 | —   | 3–0 | 0–0 | 0–1 | 2–2 | 1–0 | 3–1 | 0–1 | 0–1 | 1–1 | 0–1 | 1–0 | 0–1 | 1–3 | 3–1 | 1–2 | 2–2 | 2–2 |
| Derby County        | 2–1 | 3–2 | 3–0 | 1–3 | 1–2 | 1–1 | 2–1 | —   | 1–1 | 1–1 | 1–0 | 1–3 | 2–0 | 2–0 | 0–1 | 1–1 | 1–0 | 1–1 | 2–1 | 1–1 | 4–0 | 0–0 | 1–1 | 1–0 |
| Fulham              | 0–3 | 1–0 | 2–0 | 0–2 | 1–2 | 2–0 | 2–2 | 3–0 | —   | 3–2 | 0–3 | 2–1 | 3–2 | 1–0 | 4–0 | 1–2 | 2–0 | 2–1 | 1–2 | 5–3 | 1–0 | 1–0 | 1–1 | 2–0 |
| Huddersfield Town   | 2–1 | 1–1 | 2–1 | 0–0 | 2–1 | 0–3 | 4–0 | 1–2 | 1–2 | —   | 3–0 | 0–2 | 0–2 | 0–0 | 1–1 | 2–1 | 0–0 | 2–0 | 0–2 | 0–2 | 2–5 | 1–1 | 2–1 | 0–2 |
| Hull City           | 0–1 | 3–0 | 0–1 | 1–5 | 1–3 | 2–2 | 0–1 | 2–0 | 0–1 | 1–2 | —   | 0–4 | 0–1 | 2–1 | 0–1 | 0–2 | 4–0 | 2–3 | 2–1 | 1–0 | 2–1 | 4–4 | 0–1 | 2–2 |
| Leeds United        | 1–0 | 1–0 | 2–1 | 1–0 | 1–0 | 3–3 | 4–0 | 1–1 | 3–0 | 2–0 | 2–0 | —   | 1–1 | 4–0 | 3–2 | 1–1 | 1–1 | 2–0 | 1–0 | 0–2 | 5–0 | 0–1 | 1–0 | 0–1 |
| Luton Town          | 1–1 | 1–2 | 3–2 | 2–1 | 3–0 | 0–1 | 2–1 | 3–2 | 3–3 | 2–1 | 0–3 | 1–2 | —   | 3–3 | 1–1 | 1–2 | 1–1 | 1–1 | 0–5 | 1–0 | 1–1 | 0–1 | 1–2 | 2–1 |
| Middlesbrough       | 1–0 | 1–1 | 1–1 | 0–1 | 1–3 | 1–3 | 1–0 | 2–2 | 0–0 | 1–0 | 2–2 | 0–1 | 0–1 | —   | 1–1 | 2–2 | 1–1 | 0–1 | 1–0 | 1–4 | 2–1 | 0–3 | 0–1 | 1–0 |
| Millwall            | 1–2 | 0–0 | 1–0 | 1–0 | 1–1 | 2–2 | 2–1 | 2–3 | 1–1 | 4–1 | 1–1 | 2–1 | 3–1 | 0–2 | —   | 2–2 | 1–0 | 1–2 | 2–0 | 1–0 | 2–0 | 1–1 | 0–2 | 2–2 |
| Nottingham Forest   | 1–0 | 3–0 | 3–2 | 1–0 | 1–0 | 0–1 | 0–1 | 1–0 | 0–1 | 3–1 | 1–2 | 2–0 | 3–1 | 1–1 | 0–3 | —   | 1–1 | 0–0 | 1–1 | 0–4 | 1–4 | 2–2 | 1–2 | 1–0 |
| Preston North End   | 5–1 | 2–0 | 3–2 | 2–0 | 3–3 | 1–3 | 2–1 | 0–1 | 2–1 | 3–1 | 2–1 | 1–1 | 2–1 | 0–2 | 0–1 | 1–1 | —   | 1–3 | 0–2 | 2–1 | 3–1 | 1–1 | 0–1 | 3–0 |
| Queens Park Rangers | 0–1 | 2–2 | 4–2 | 1–3 | 0–1 | 6–1 | 2–2 | 2–1 | 1–2 | 1–1 | 1–2 | 1–0 | 3–2 | 2–2 | 4–3 | 0–4 | 2–0 | —   | 2–2 | 0–3 | 4–2 | 1–3 | 0–2 | 3–1 |
| Reading             | 2–0 | 2–3 | 1–2 | 0–3 | 0–1 | 3–0 | 0–2 | 3–0 | 1–4 | 0–0 | 1–1 | 0–1 | 3–0 | 1–2 | 2–1 | 1–1 | 1–0 | 1–0 | —   | 1–3 | 1–1 | 1–4 | 1–2 | 0–3 |
| Sheffield Wednesday | 2–0 | 1–1 | 0–5 | 2–1 | 1–0 | 1–2 | 1–0 | 1–3 | 1–1 | 0–0 | 0–1 | 0–0 | 1–0 | 1–2 | 0–0 | 1–1 | 1–3 | 1–2 | 0–3 | —   | 1–0 | 2–2 | 0–3 | 1–0 |
| Stoke City          | 4–0 | 2–0 | 1–2 | 1–0 | 1–2 | 2–0 | 3–1 | 2–2 | 2–0 | 0–1 | 5–1 | 0–3 | 3–0 | 0–2 | 0–0 | 2–3 | 0–2 | 1–2 | 0–0 | 3–2 | —   | 2–0 | 0–2 | 2–1 |
| Swansea City        | 0–0 | 3–0 | 1–1 | 0–3 | 1–0 | 1–0 | 1–0 | 2–3 | 1–2 | 3–1 | 2–1 | 0–1 | 0–1 | 3–1 | 0–1 | 0–1 | 3–2 | 0–0 | 1–1 | 2–1 | 1–2 | —   | 0–0 | 2–1 |
| West Bromwich       | 2–2 | 0–0 | 3–2 | 1–1 | 4–1 | 4–2 | 2–2 | 2–0 | 0–0 | 4–2 | 4–2 | 1–1 | 2–0 | 0–2 | 1–1 | 2–2 | 2–0 | 2–2 | 1–1 | 2–1 | 0–1 | 5–1 | —   | 0–1 |
| Wigan               | 0–0 | 1–0 | 2–0 | 0–3 | 0–2 | 3–2 | 2–0 | 1–1 | 1–1 | 1–1 | 8–0 | 0–2 | 0–0 | 2–2 | 1–0 | 1–0 | 1–2 | 1–0 | 1–3 | 2–1 | 3–0 | 1–2 | 2–2 | —   |

| Vitória do mandante; Vitória do visitante; Empate. |

## Desempenho
Clubes que lideraram o campeonato ao final de cada rodada:
| Rodadas | Rodadas | Rodadas | Rodadas | Rodadas | Rodadas | Rodadas | Rodadas | Rodadas | Rodadas | Rodadas | Rodadas | Rodadas | Rodadas | Rodadas | Rodadas | Rodadas | Rodadas | Rodadas | Rodadas | Rodadas | Rodadas | Rodadas | Rodadas | Rodadas | Rodadas | Rodadas | Rodadas | Rodadas | Rodadas | Rodadas | Rodadas | Rodadas | Rodadas | Rodadas | Rodadas | Rodadas | Rodadas | Rodadas | Rodadas | Rodadas | Rodadas | Rodadas | Rodadas | Rodadas | Rodadas |
| ------- | ------- | ------- | ------- | ------- | ------- | ------- | ------- | ------- | ------- | ------- | ------- | ------- | ------- | ------- | ------- | ------- | ------- | ------- | ------- | ------- | ------- | ------- | ------- | ------- | ------- | ------- | ------- | ------- | ------- | ------- | ------- | ------- | ------- | ------- | ------- | ------- | ------- | ------- | ------- | ------- | ------- | ------- | ------- | ------- | ------- |
| 1       | 2       | 3       | 4       | 5       | 6       | 7       | 8       | 9       | 10      | 11      | 12      | 13      | 14      | 15      | 16      | 17      | 18      | 19      | 20      | 21      | 22      | 23      | 24      | 25      | 26      | 27      | 28      | 29      | 30      | 31      | 32      | 33      | 34      | 35      | 36      | 37      | 38      | 39      | 40      | 41      | 42      | 43      | 44      | 45      | 46      |
| LEE     | SHW     | LEE     | LEE     | LEE     | SWA     | LEE     | LEE     | WBA     | SWA     | WBA     | WBA     | WBA     | WBA     | WBA     | WBA     | WBA     | WBA     | WBA     | WBA     | LEE     | WBA     | WBA     | WBA     | LEE     | LEE     | WBA     | WBA     | LEE     | LEE     | WBA     | WBA     | WBA     | WBA     | WBA     | WBA     | LEE     | WBA     | LEE     | LEE     | LEE     | LEE     | LEE     | LEE     | LEE     | LEE     |

Clubes que ficaram na última posição do campeonato ao final de cada rodada:
| Rodadas | Rodadas | Rodadas | Rodadas | Rodadas | Rodadas | Rodadas | Rodadas | Rodadas | Rodadas | Rodadas | Rodadas | Rodadas | Rodadas | Rodadas | Rodadas | Rodadas | Rodadas | Rodadas | Rodadas | Rodadas | Rodadas | Rodadas | Rodadas | Rodadas | Rodadas | Rodadas | Rodadas | Rodadas | Rodadas | Rodadas | Rodadas | Rodadas | Rodadas | Rodadas | Rodadas | Rodadas | Rodadas | Rodadas | Rodadas | Rodadas | Rodadas | Rodadas | Rodadas | Rodadas | Rodadas |
| ------- | ------- | ------- | ------- | ------- | ------- | ------- | ------- | ------- | ------- | ------- | ------- | ------- | ------- | ------- | ------- | ------- | ------- | ------- | ------- | ------- | ------- | ------- | ------- | ------- | ------- | ------- | ------- | ------- | ------- | ------- | ------- | ------- | ------- | ------- | ------- | ------- | ------- | ------- | ------- | ------- | ------- | ------- | ------- | ------- | ------- |
| 1       | 2       | 3       | 4       | 5       | 6       | 7       | 8       | 9       | 10      | 11      | 12      | 13      | 14      | 15      | 16      | 17      | 18      | 19      | 20      | 21      | 22      | 23      | 24      | 25      | 26      | 27      | 28      | 29      | 30      | 31      | 32      | 33      | 34      | 35      | 36      | 37      | 38      | 39      | 40      | 41      | 42      | 43      | 44      | 45      | 46      |
| REA     | BLA     | STK     | STK     | STK     | STK     | STK     | HUD     | STK     | STK     | STK     | BAR     | BAR     | BAR     | STK     | BAR     | BAR     | BAR     | BAR     | BAR     | BAR     | BAR     | STK     | WIG     | WIG     | LUT     | LUT     | LUT     | LUT     | LUT     | LUT     | BAR     | BAR     | BAR     | LUT     | LUT     | BAR     | LUT     | BAR     | LUT     | LUT     | LUT     | BAR     | BAR     | HUL     | HUL     |

## Play-offs

### Esquema
|  | Semifinais   | Semifinais | Semifinais | Semifinais |   |           | Final | Final |
|  |              |            |            |            |   |           |       |       |
|  | Swansea City | 1          | 1          | 2          |   |           |       |       |
|  | Brentford    | 0          | 3          | 3          |   |           |       |       |
|  | Brentford    | 0          | 3          | 3          |   | Brentford | 1     |       |
|  |              |            |            |            |   | Brentford | 1     |       |
|  |              | Fulham     | 2          |            |   |           |       |       |
|  | Cardiff City | Fulham     | 2          | 0          | 2 | 2         |       |       |
|  | Cardiff City |            |            | 0          | 2 | 2         |       |       |
|  | Fulham       | 2          | 1          | 3          |   |           |       |       |

### Semifinal

#### Jogos de ida
| 26 de julho de 2020 | Swansea City | 1 – 0     | Brentford | Liberty Stadium, Swansea                            |
| 18:30 (UTC+1)       | Ayew 82'     | Relatório |           | Público: Sem espectadores Árbitro: ING Keith Stroud |

| 27 de julho de 2020 | Cardiff City | 0 – 2     | Fulham                    | Cardiff City Stadium, Cardiff                           |
| 19:45 (UTC+1)       |              | Relatório | 49' Onomah · 90+1' Kebano | Público: Sem espectadores Árbitro: ING Geoff Eltringham |

#### Jogos de volta
| 29 de julho de 2020 | Brentford                                | 3 – 1     | Swansea City | Griffin Park, Brentford                               |
| 19:45 (UTC+1)       | Watkins 11' · Marcondes 15' · Mbeumo 46' | Relatório | 78' Brewster | Público: Sem espectadores Árbitro: ING Chris Kavanagh |

| 30 de julho de 2020 | Fulham    | 1 – 2     | Cardiff City           | Craven Cottage, Londres                             |
| 19:45 (UTC+1)       | Kebano 9' | Relatório | 8' Nelson · 47' Tomlin | Público: Sem espectadores Árbitro: ING Paul Tierney |

### Final
Jogo único
| 4 de agosto de 2020 | Brentford        | 1 – 2 (pro) | Fulham           | Estádio de Wembley, Londres                            |
| 19:45 (UTC+1)       | Dalsgaard 120+4' | Relatório   | 105', 117' Bryan | Público: Sem espectadores Árbitro: ING Martin Atkinson |

## Estatísticas
| Pos. | Jogador              | Equipe              | Gols |
| ---- | -------------------- | ------------------- | ---- |
| 1    | Aleksandar Mitrović  | Fulham              | 26   |
| 2    | Ollie Watkins        | Brentford           | 25   |
| 3    | Lewis Grabban        | Nottingham Forest   | 20   |
| 4    | Karlan Ahearne-Grant | Huddersfield Town   | 19   |
| 5    | Nahki Wells          | Queens Park Rangers | 18   |
| 6    | Saïd Benrahma        | Brentford           | 17   |
| 7    | Adam Armstrong       | Blackburn           | 16   |
| 7    | Patrick Bamford      | Leeds United        | 16   |
| 7    | Jarrod Bowen         | Hull City           | 16   |
| 10   | André Ayew           | Swansea City        | 15   |
| 10   | Lukas Jutkiewicz     | Birmingham City     | 15   |
| 10   | Bryan Mbeumo         | Brentford           | 15   |

| Pos. | Jogador         | Equipe        | Assis. |
| ---- | --------------- | ------------- | ------ |
| 1    | Matheus Pereira | West Bromwich | 16     |
| 2    | Jed Wallace     | Millwall      | 13     |
| 3    | Niclas Eliasson | Bristol City  | 12     |
| 4    | John Swift      | Reading       | 10     |
| 4    | Lee Tomlin      | Cardiff City  | 10     |
| 6    | Jacob Brown     | Barnsley      | 9      |
| 6    | Pablo Hernández | Leeds United  | 9      |

### Hat-tricks
Atualizado em 22 de julho de 2020
| Jogador             | Para                | Contra              | Resultado | Data                   | Ref.   |
| ------------------- | ------------------- | ------------------- | --------- | ---------------------- | ------ |
| Ollie Watkins       | Brentford           | Barnsley            | 3–1       | 29 de setembro de 2019 | [ 49 ] |
| Aleksandar Mitrović | Fulham              | Luton Town          | 3–2       | 23 de outubro de 2019  | [ 50 ] |
| Joe Ralls           | Cardiff City        | Birmingham City     | 4–2       | 2 de novembro de 2019  | [ 51 ] |
| Josh Dasilva        | Brentford           | Luton Town          | 7–0       | 30 de novembro de 2019 | [ 52 ] |
| George Pușcaș       | Reading             | Wigan               | 3–1       | 30 de novembro de 2019 | [ 53 ] |
| Conor Chaplin       | Barnsley            | Queens Park Rangers | 3–1       | 14 de dezembro de 2019 | [ 54 ] |
| Jordan Rhodes       | Sheffield Wednesday | Nottingham Forest   | 4–0       | 14 de dezembro de 2019 | [ 55 ] |
| Nahki Wells         | Queens Park Rangers | Cardiff City        | 6–1       | 1 de janeiro de 2020   | [ 56 ] |
| Saïd Benrahma       | Brentford           | Hull City           | 5–1       | 1 de fevereiro de 2020 | [ 57 ] |
| Matt Smith          | Millwall            | Nottingham Forest   | 3–0       | 6 de março de 2020     | [ 58 ] |
| Louie Sibley        | Derby County        | Millwall            | 3–2       | 20 de junho de 2020    | [ 59 ] |
| Yakou Méïté4        | Reading             | Luton Town          | 5–0       | 4 de julho de 2020     | [ 60 ] |
| Saïd Benrahma       | Brentford           | Wigan               | 3–0       | 4 de julho de 2020     | [ 61 ] |
| Kieran Dowell       | Wigan               | Hull City           | 8–0       | 14 de julho de 2020    | [ 62 ] |

4 Jogador marcou quatro gols.